# Euphorbia humbertii
Euphorbia humbertii es una especie fanerógama perteneciente a la familia de las euforbiáceas.

## Distribución
Es endémica de Madagascar en la Provincia de Toliara, donde su hábitat natural son las áreas rocosas. Está amenazada en peligro de extinción por la pérdida de hábitat.

## Taxonomía
Euphorbia humbertii fue descrita por Marcel Denis y publicado en Revue Générale de Botanique 34: 28. 1922.
Etimología
Euphorbia: nombre genérico que deriva del médico griego del rey Juba II de Mauritania (52 a 50 a. C. - 23), Euphorbus, en su honor – o en alusión a su gran vientre –  ya que usaba médicamente Euphorbia resinifera. En 1753 Carlos Linneo asignó el nombre a todo el género.
humbertii: epíteto otorgado en honor del botánico francés Jean-Henri Humbert (1887 - 1967), especialista en la Flora de Madagascar.